# Obzor
Obzor (bułg. Обзор) – miasteczko w Bułgarii, w obwodzie Burgas i gminie Nesebyr, położone na wybrzeżu Morza Czarnego, odległe 60 km od Warny i 75 od Burgas.

## Warunki turystyczne
Współcześnie miejscowość liczy niewiele ponad 2 tysiące stałych mieszkańców. Usytuowana na lesistych zboczach Starej Płaniny łagodnie schodzących ku piaszczystemu wybrzeżu, znana jest z jednej z najdłuższych bułgarskich plaż (ok. 10 km). Charakteryzuje się też największą w kraju liczbą dni słonecznych w roku oraz dużą zawartością jodu w morskim powietrzu. Uwarunkowania te sprawiają, że Obzor u wczasowiczów cieszy się większą popularnością niż sąsiednia Bjała. Oprócz Bułgarów wczasy spędzają tu chętnie turyści z Europy wschodniej, korzystający na ogół z kwater prywatnych. Mieszkańcy utrzymują się głównie z turystyki (czynne miejscowe biuro informacji turystycznej), a przybysze zwykle oczekiwani są przez miejscowych właścicieli pokoi do wynajęcia (czastni kwartiry). Ponadto na południowym krańcu miasteczka dostępne są bungalowy i pole namiotowe w wydzielonym miejscu kempingowym. Bardziej komfortowe warunki pobytu oferują miejscowe hotele oraz pensjonaty. 

## Historia
Niewielka miejscowość ma długą i bogatą historię. Powstała w starożytności na ziemiach zamieszkałych przez Traków, została założona w IV w. p.n.e., jako placówka handlowa (emporium) megaryjskich Greków z niedalekiej Mesembrii. Jej ówczesna nazwa – Naulochos (Ναύλοχος), wskazuje jednak na tracki rodowód osady, która wkrótce przekształciła się w większy ośrodek rzemieślniczo-handlowy. Rosnące znaczenie strategiczne i gospodarcze tego miejsca sprawiło, że późniejszym czasie stało się znane jako Heliopolis („miasto słońca”). W trakcie podbojów rzymskich w I wieku p.n.e., zostało podczas kampanii pontyjskiej zajęte przez wojska konsula Lukullusa, który w 73 p.n.e. nakazał budowę dziękczynnej świątyni Jowiszowi, co łączyło się z kolejną zmianą nazwy miasta na Templum Iovis („świątynia Jowisza”). Na nadbrzeżnym wzniesieniu powstała wówczas silnie obwarowana rzymska twierdza, a miasto przeżywało rozkwit jako ważny punkt na szlaku nadmorskim wiodącym z Mesembrii do Odessos. W tej roli zaznaczone jest jeszcze na mapie połączeń komunikacyjnych (Tabula Peutingeriana) z okresu późnego cesarstwa. W IV-V wieku miasto zajmowało też istotne miejsce w rozwoju wczesnego chrześcijaństwa, znane już jako Theopolis („miasto Boga”), co m.in. wiązało się z budową trzech bazylik, po których jednak nie zachowały się nawet ślady; o pomyślności trwającej nadal w okresie wczesnobizantyjskim świadczyć też może budowa wielkich term. 

## Miasta partnerskie
- Dębica, Polska[6]
- Swietłahorsk, Białoruś
- Mödling, Austria
- Sermersheim, Francja

## Galeria

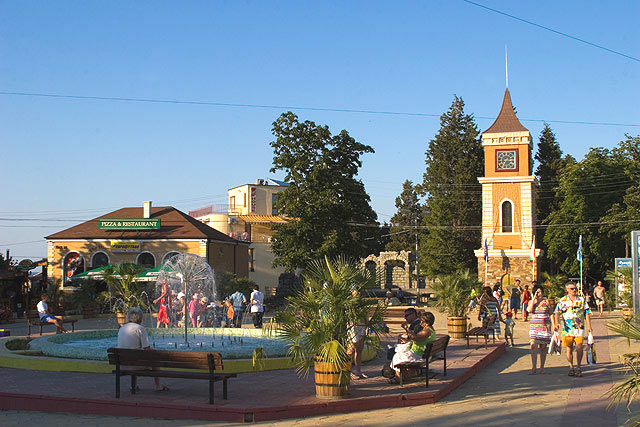
Główny plac z wieżą zegarową i fontanną
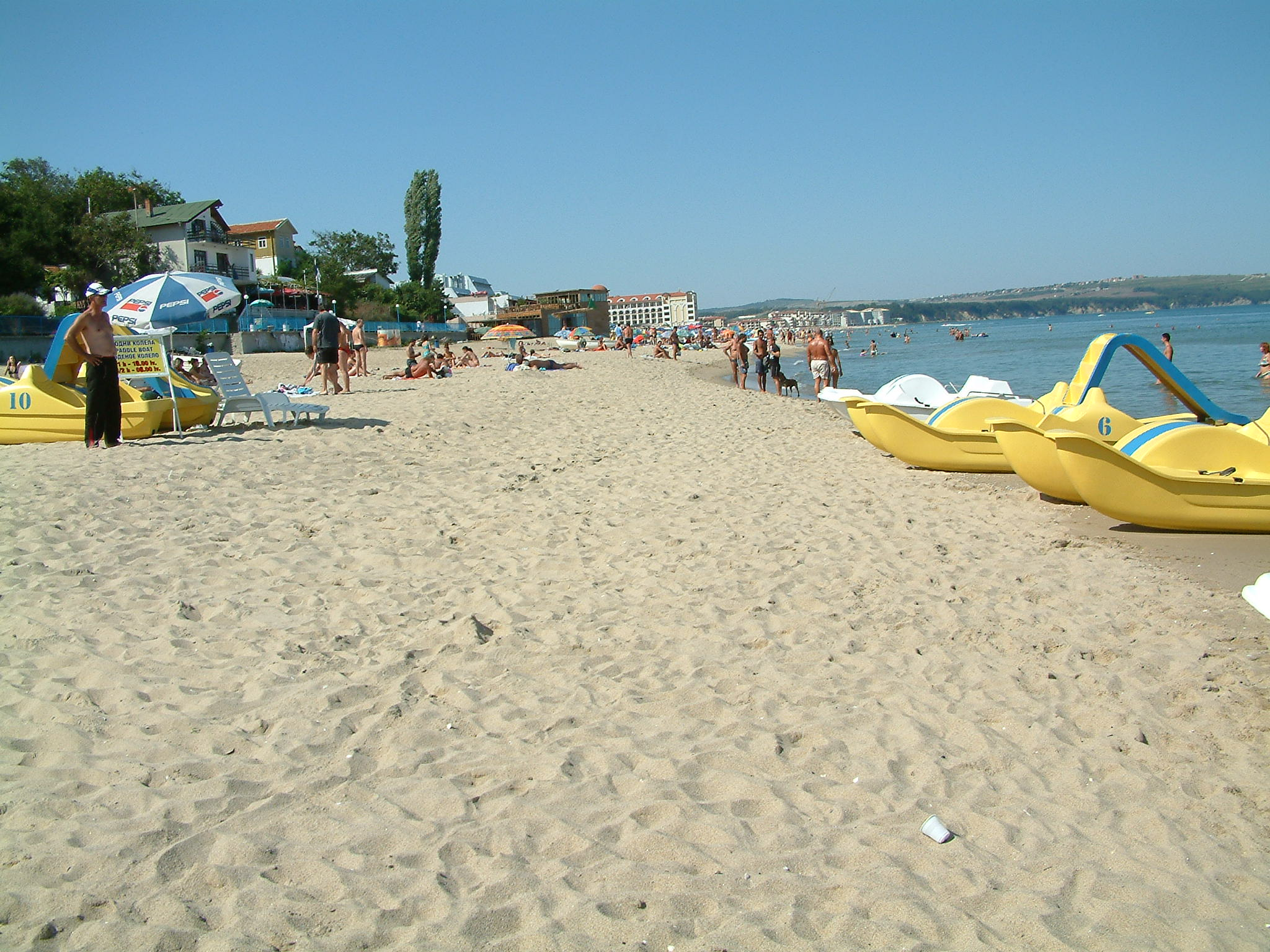
Widok na pasmo plaż czarnomorskich
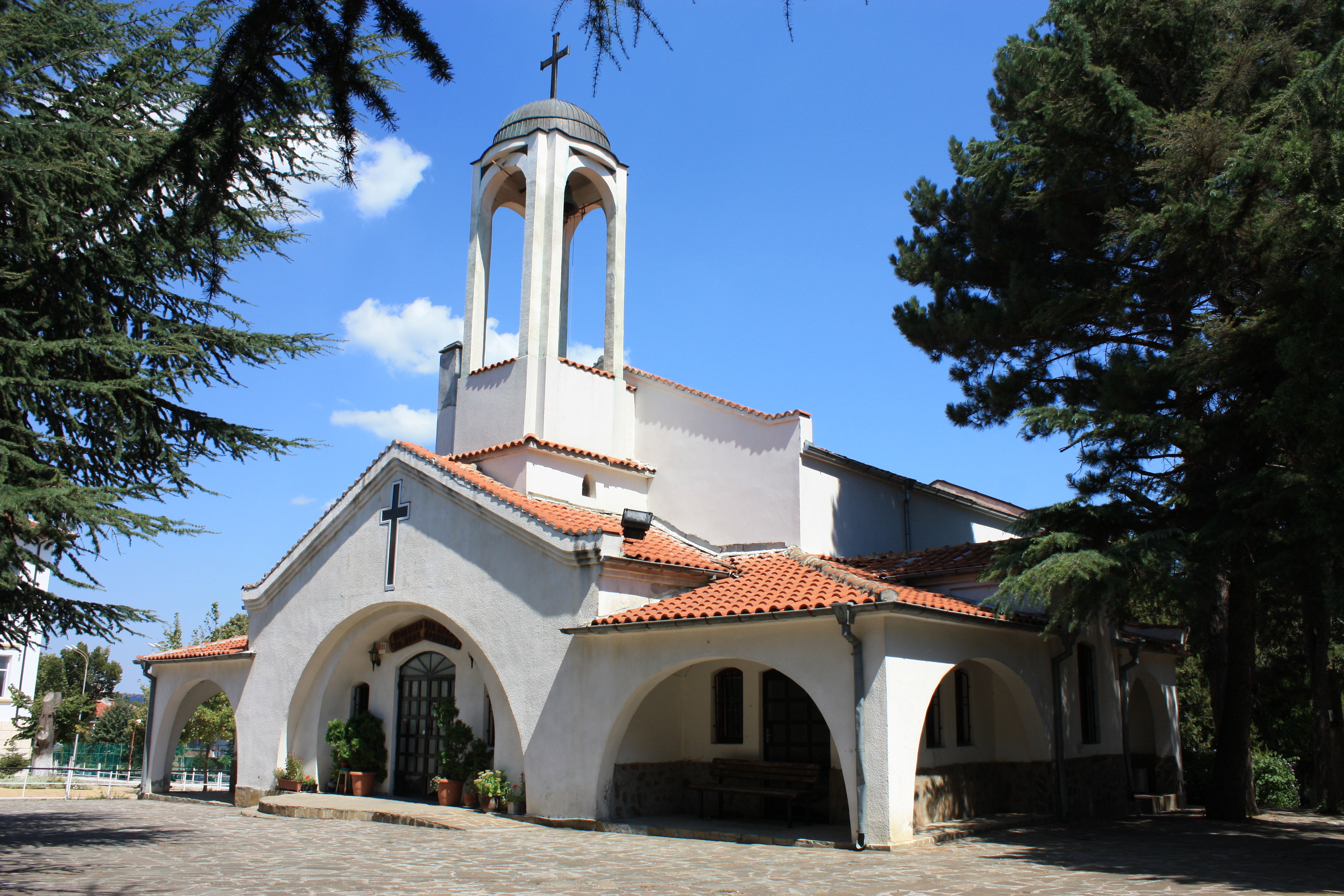
Cerkiew św. Jana Chrzciciela (z 1904)
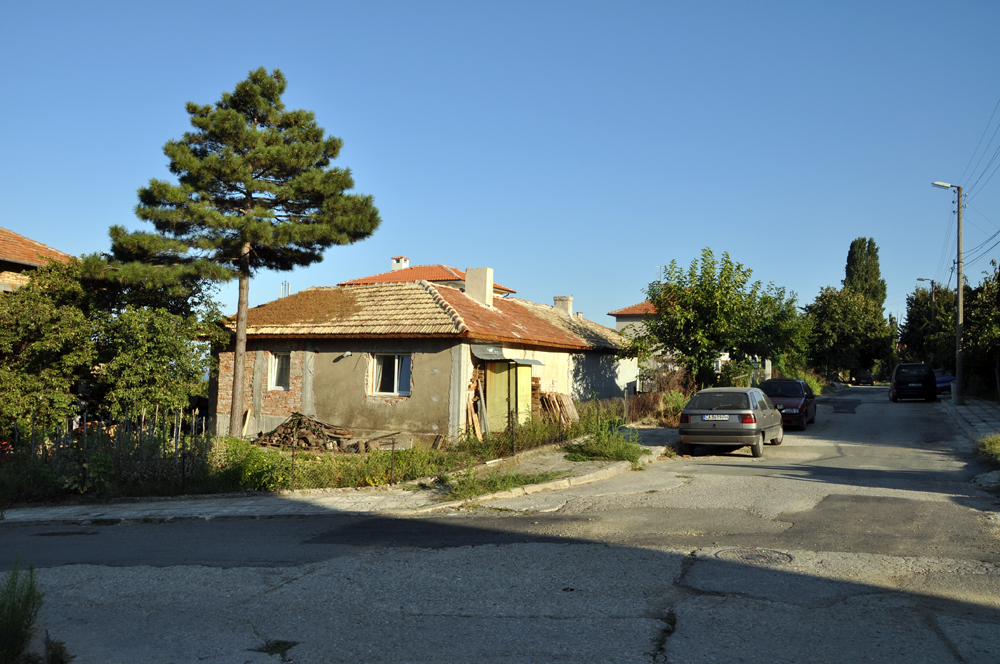
Uliczka z wiejską zabudową